# Olympische Sommerspiele 1936/Kanu – Einer-Kajak 10.000 m (Faltboot)
Der Wettkampf mit dem Faltboot Einer-Kajak über 10.000 Meter bei den Olympischen Sommerspielen 1936 wurde am 7. August auf der Regattastrecke Berlin-Grünau ausgetragen.
Der Wettkampf bestand aus einem Rennen. Zu Beginn des Rennens übernahm der Deutsche Xaver Hörmann bereits früh die Führung, jedoch zogen der Österreicher Gregor Hradetzky und Henri Eberhardt aus Frankreich nach. So wechselte zwischen diesen drei Athleten die Führung. Somit wurde das Rennen auf dem letzten Kilometer entschieden, als der Österreicher eine Lücke von einer Bootslänge riss und schließlich mit drei Sekunden Vorsprung auf den Franzosen zum Olympiasieg fuhr.

## Ergebnisse
| Rang | Athlet            | Nation             | Zeit        |
| ---- | ----------------- | ------------------ | ----------- |
| 1    | Gregor Hradetzky  | Österreich         | 50:01,2 min |
| 2    | Henri Eberhardt   | Frankreich         | 50:04,2 min |
| 3    | Xaver Hörmann     | Deutsches Reich    | 50:06,5 min |
| 4    | Lennart Dozzi     | Schweden           | 51:23,8 min |
| 5    | František Svoboda | Tschechoslowakei   | 51:52,5 min |
| 6    | Hans Mooser       | Schweiz            | 52:43,8 min |
| 7    | Frans Nordberg    | Finnland           | 52:45,8 min |
| 8    | George Lawton     | Großbritannien     | 52:50,0 min |
| 9    | Jan Vrolijk       | Niederlande        | 54:05,9 min |
| 10   | Burr Folks        | Vereinigte Staaten | 55:32,1 min |
| 11   | Mirko Vincens     | Jugoslawien        | 55:41,5 min |
| 12   | Joseph Treinen    | Luxemburg          | 57:14,8 min |
| 13   | Jules Deneumoulin | Belgien            | 58:20,1 min |

## Weblink
- Ergebnisse